# Kirche Ammerbach (Jena)

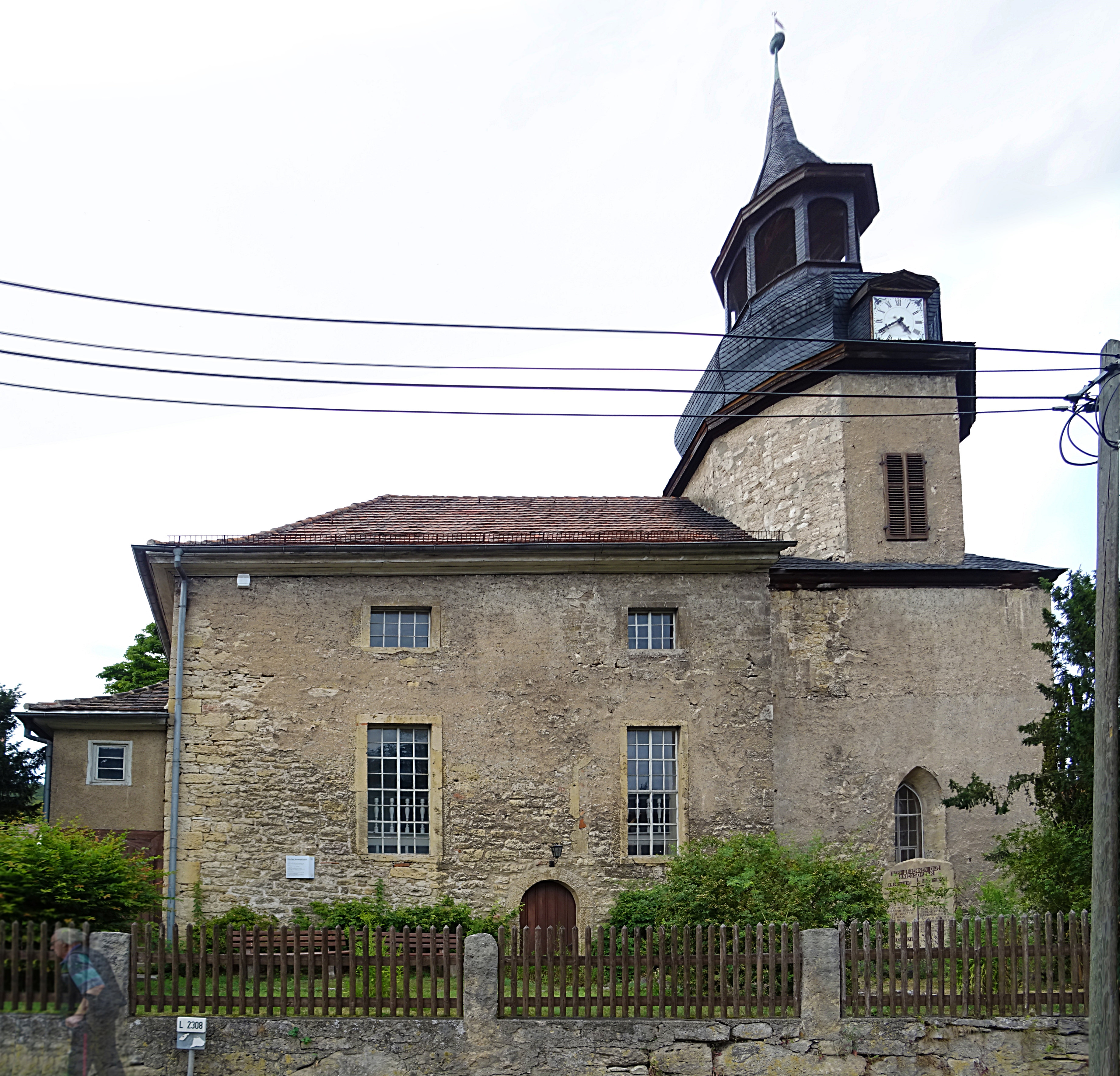
Die Kirche

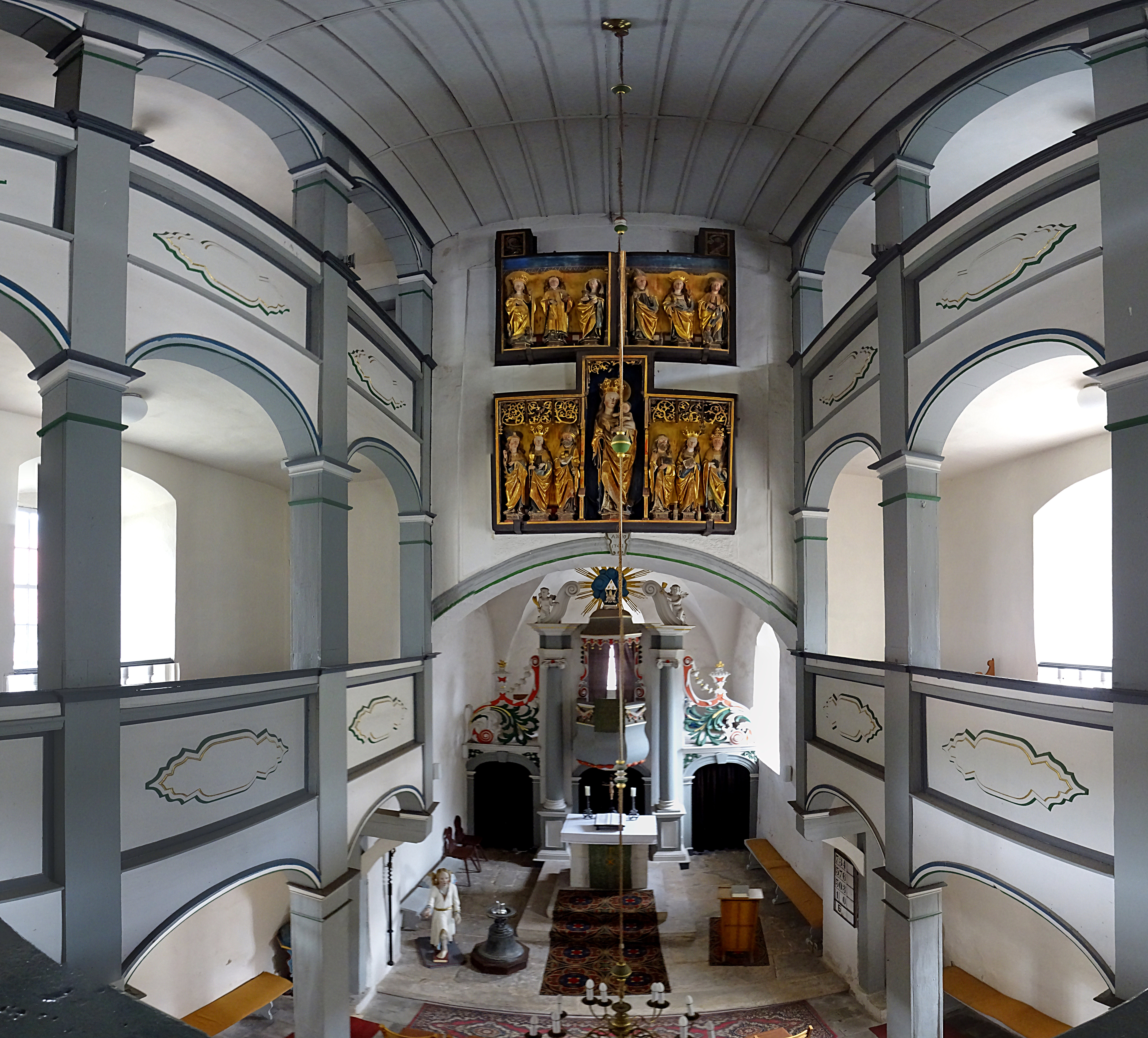
Innenraum-Panorama

Die evangelische Dorfkirche Ammerbach im ländlich geprägten Stadtteil Ammerbach der Stadt Jena in Thüringen gehört zum Seelsorgebezirk Links der Saale des Kirchenkreises Jena im Bischofssprengel Erfurt der Evangelischen Kirche in Mitteldeutschland.

## Lage
Der Stadtteil liegt in südwestlicher Richtung der Altstadt Jena in einem von Bergen des Saaletals umrahmten Dorf. Dort befindet sich mitten im ländlichen Dorf an der Straße nach Bucha rechter Hand die Dorfkirche.

## Geschichte
Für das Jahr 1228 belegt ist eine zur Pfarrei Lobeda gehörende Kapelle. Im 13. Jahrhundert wurden Turm und Langhaus errichtet. Eine vermauerte Rundbogentür befindet sich an der Südseite des Langhauses hinter einem Barockstein und an der Ostseite des alten Schiffes steht ein vermauerter Stein mit romanischen Ranken. Diese romanischen Kapitelle wurden im 14. bis 15. Jahrhundert gotisiert und die ursprüngliche Apsis im Osten durch ein Chorquadrat ersetzt. Das Gotteshaus ist ein einschiffiger Bau mit eingezogenem Chorturm. 1718/19 erfolgte ein Teilabbruch des gotischen Turms, der durch einen oktogonalen Barockturm mit Schweifkuppel und Laterne über dem Chorquadrat ersetzt wurde. 1740–1745 wurde das Gebäude renoviert und mit einer barocken Ausstattung versehen. Die Kirche war ab 1529 nach Burgau eingepfarrt und wurde 1903 Filialkirche von Lichtenhain.

## Inneres

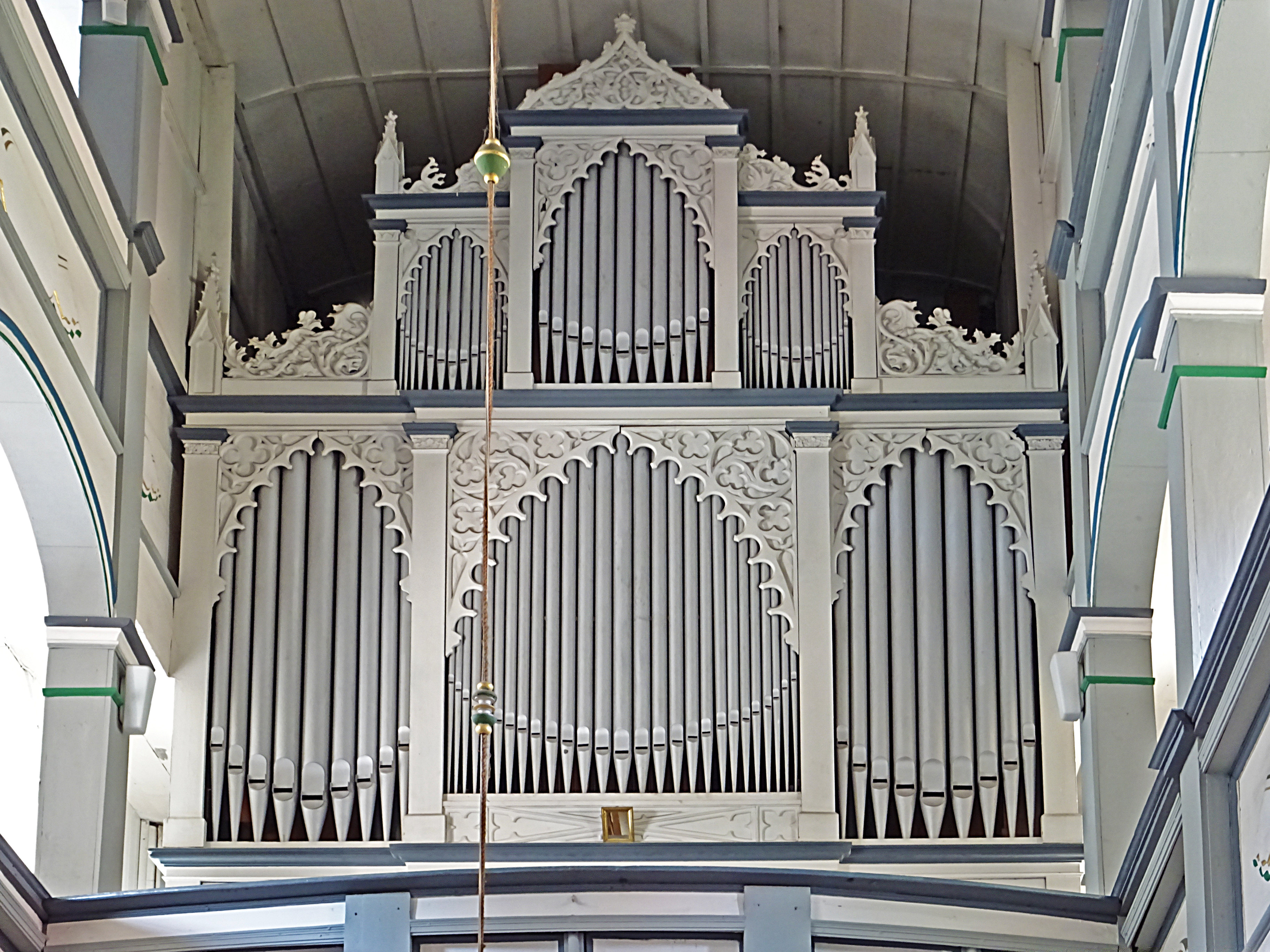
Orgel

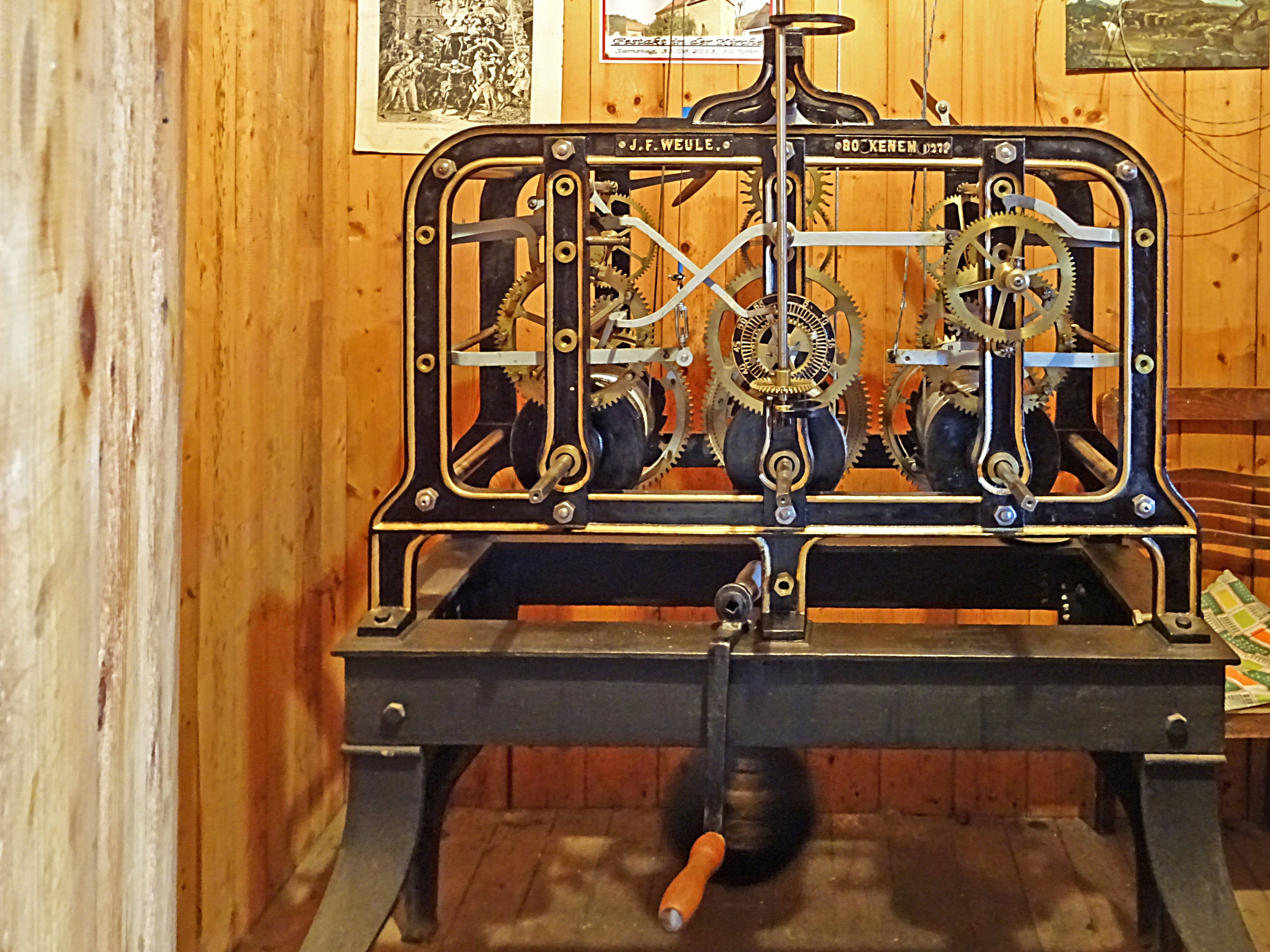
Turmuhr

Die dreiseitigen Emporen sind an der Süd- und Nordseite zweigeschossig. Das Langhaus überspannt eine abgeflachte Holztonne. Durch den Triumphbogen öffnet sich der kreuzgewölbte Chor mit quadratischem Grundriss. Dort steht auch der Kanzelaltar von 1740 mit einem Säulenpaar und ist von einem gesprengten Giebel gekrönt.
Die Orgel mit zwei Manualen und Pedal sowie 16 Registern wurde 1861 von Johann Friedrich Schmidt aus Gaberndorf geschaffen.

## Ausstattung
- Kanzelaltar aus dem Jahr 1745, gestaltet von Michael Zieger aus Lobeda
- Vierflügeliger Schnitzaltar von 25. Oktober 1504 aus Saalfelder Schule vom Meister des Meckfelder Altars. Der Altar wurde im 18. Jahrhundert aus der Kirche entfernt. Der rechte Außenflügel ist verschollen, der linke ist im Besitz der Klassik Stiftung Weimar und zurzeit in der Marienkirche (Mühlhausen) zu sehen. Der Rest des Schreins kann in der Kirche besichtigt werden.
- Tafelbild – Beweinung Christi
- Glocke vom Ende des 14. Jahrhunderts[1]
- Die Turmuhr von Johann Friedrich Weule von 1927.
- Eine Einbaumtruhe mit schweren Eisenbeschlägen, in der im Mittelalter sakrale Gegenstände und Geld aufbewahrt wurden.